# Bambusmassage
Bambusmassage er en form for massage, hvor terapeuten anvender hule bambuspinde som erstatning for sine hænder. Dette giver en dybdegående og fast massage. Bambuspindene holdes i terapeutens hænder og "rulles" hen over musklerne. 
Massageformen er forholdsvis ny i Vesten, men er kendt og flittigt brugt i flere hundrede år i Østen. Den er formodentlig udviklet et sted i Sydøstasien hvor de fleste arter af bambus er naturligt hjemmehørende. 
Effekten af bambusmassage er (som for andre typer massage), at den er med til at afspænde og løsne spændinger i kroppen. Den stimulerer derudover sanserne og giver en følelse af velvære. Den virker vævsopstrammende og stimulerende, hvorved den også kan forbedre hudtonen. 
 Der er for få eller ingen kildehenvisninger i denne artikel, hvilket er et problem. Du kan hjælpe ved at angive troværdige kilder til de påstande, som fremføres i artiklen.